# Coordenadas baricéntricas (n-simplex)
Las coordenadas baricéntricas permiten parametrizar mediante n+1 números reales en el intervalo [0,1] el interior de un n-simplex. En realidad, de las n+1 coordenadas baricéntricas solo n son independientes, ya que la suma de todas es igual a uno.

## Triángulo

Coordenadas baricéntricas en un triángulo equilátero y en un triángulo recto

Como ejemplo introductorio se considera un triángulo en el plano euclídeo {\displaystyle \mathbb {E} ^{2}} de vértices {\displaystyle {\text{A}}=(x_{A},y_{A})}, {\displaystyle {\text{B}}=(x_{B},y_{B})} y {\displaystyle {\text{C}}=(x_{C},y_{C})}, entonces cualquier punto del interior del triángulo {\displaystyle {\text{P}}=(x,y)} puede ser representado por tres coordenadas baricéntricas {\displaystyle (\alpha ,\beta ,\gamma )} tales que:

{\displaystyle \alpha +\beta +\gamma =1}

Donde la relación entre las coordenadas cartesianas y las baricéntricas viene dada por:

{\displaystyle {\begin{cases}x=(\alpha x_{A}+\beta x_{B}+\gamma x_{C})/(\alpha +\beta +\gamma )\\y=(\alpha y_{A}+\beta y_{B}+\gamma y_{C})/(\alpha +\beta +\gamma )\end{cases}}}

Ahora ya se pueden introducir las coordenadas baricéntricas de la Enciclopedia de los Centros del Triángulo de Clark Kimberling. Dicha web cuenta con miles de centros con coordenadas baricéntricas y trilineales. Normalmente solo aparece la 1ª (alfa), pero al ser homogéneas se pueden deducir las otras 2 permutando las letras de la 1ª, por ejemplo, el punto P = {\displaystyle a(b-c)} : : , corresponde a las coordenadas {\displaystyle \alpha =a(b-c)}, {\displaystyle \beta =b(c-a)}, {\displaystyle \gamma =c(a-b)}. {\displaystyle P=(a(b-c):b(c-a):c(a-b))}. Es decir, solo hay 3 letras: a,b,c ya que el triángulo solo tiene 3 lados, y cada letra corresponde a la longitud de un lado. Si empieza en la a, la siguiente es la b, y la última la c. Si comienza en la b, la siguiente es la c y la siguiente, como no hay d, recomienza en la a. Si comienza en la c, al ser una triada cíclica, la siguiente es la a y después la b.
Si el punto o centro Kimberling viniera en coordenadas trilineales, basta convertirlas a baricéntricas multiplicando cada una por una letra distinta: a,b,c. Ejemplo: {\displaystyle \alpha *a}, {\displaystyle \beta *b}, {\displaystyle \gamma *c}.
En concreto el lado {\displaystyle {\text{AB}}} se caracteriza por tener {\displaystyle \gamma =0}, el lado {\displaystyle {\text{BC}}} tiene {\displaystyle \alpha =0}, y el lado {\displaystyle {\text{CA}}} {\displaystyle \beta =0}. El baricentro coincidirá con el punto {\displaystyle (\alpha ,\beta ,\gamma )=(1/3,\ 1/3,\ 1/3)}. El triángulo estará formado por todos los puntos del conjunto T:

{\displaystyle T=\{(x,y)|\exists \alpha ,\beta ,\gamma :(\alpha +\beta +\gamma =1)\ \land \ (x=\alpha x_{A}+\beta x_{B}+\gamma x_{C})\ \land \ (y=\alpha y_{A}+\beta y_{B}+\gamma y_{C})\}}

El lado a (opuesto al vértice A) será el conjunto de puntos:

(left){\displaystyle T_{a}=\{(x,y)\in T|\exists \beta ,\gamma :(\beta +\gamma =1)\ \land \ (x=\beta x_{B}+\gamma x_{C})\ \land \ (y=\beta y_{B}+\gamma y_{C})\}}

y análogamente los lados b y c por lo que la frontera del triángulo estará formada por los puntos tales que alguna de sus coordenadas baricéntricas sea cero. Y los vértices satisfacen que una de sus coordenadas baricéntricas es uno y las otras son nulas.

## Tetraedro
La construcción anterior puede ampliarse a un tetraedro, no necesariamente regular, en el espacio euclídeo {\displaystyle \mathbb {E} ^{3}}. Si los vértices del tetraedro en cuestión son {\displaystyle {\text{A}}=(x_{A},y_{A},z_{A})}, {\displaystyle {\text{B}}=(x_{B},y_{B},z_{B})}, {\displaystyle {\text{C}}=(x_{C},y_{C},z_{C})} y {\displaystyle {\text{D}}=(x_{D},y_{D},z_{D})}, entonces cualquier punto del interior del tetraedro {\displaystyle {\text{P}}=(x,y,z)} puede ser representado por cuatro coordenadas baricéntricas {\displaystyle (t_{A},t_{B},t_{C},t_{D})} tales que:

{\displaystyle t_{A}+t_{B}+t_{C}+t_{D}=1\,\qquad 0\leq t_{X}\leq 1}

Donde la relación entre las coordenadas cartesianas y las baricéntricas viene dada por:

{\displaystyle {\begin{cases}x=t_{A}x_{A}+t_{B}x_{B}+t_{C}x_{C}+t_{D}x_{D}\\y=t_{A}y_{A}+t_{B}y_{B}+t_{C}y_{C}+t_{D}y_{D}\\z=t_{A}z_{A}+t_{B}z_{B}+t_{C}z_{C}+t_{D}z_{D}\end{cases}}}

El baricentro coincidirá con el punto {\displaystyle (t_{A},t_{B},t_{C},t_{D})\ =\ (1/4,\ 1/4,\ 1/4,\ 1/4)}. Dado un punto P si ninguna de las coordenadas baricéntricas es cero {\displaystyle t_{A}\neq 0,t_{B}\neq 0,t_{C}\neq 0,t_{D}\neq 0} el punto será un interior, si solo una de ellas es cero será un punto interior a una de las caras del tetraedro, si dos y solo dos de las coordenadas baricéntricas son cero el punto será el interior de una arista y si tres de las coordenadas baricéntricas son cero (y por tanto la otra igual a 1) el punto será un vértice.

## n-simplex
Dado un n-simplex (o simplex) en el espacio euclídeo {\displaystyle \mathbb {E} ^{n}}, se pueden definir las coordenadas baricéntricas generalizadas. Si los n+1 vértices del n-simplex son:

{\displaystyle V_{i}=(\sigma _{1}^{i},\sigma _{2}^{i},\ldots ,\sigma _{n}^{i})\qquad i=1,2,\ldots ,n+1\qquad ,}

entonces cualquier punto del interior del simplex {\displaystyle P=(p_{1},p_{2},\ldots ,p_{n})} puede ser representado por n+1 coordenadas baricéntricas {\displaystyle (t_{1},t_{2},\ldots ,t_{n+1})} tales que:

{\displaystyle \sum _{i=1}^{n+1}t_{i}=1\,\qquad 0\leq t_{i}\leq 1}

Donde la relación entre las coordenadas cartesianas y las baricéntricas viene dada por:

{\displaystyle p_{j}=\sum _{i=1}^{n+1}t_{i}\sigma _{j}^{i}\qquad j=1,2,\ldots ,n}

El baricentro coincidirá con el punto {\displaystyle (t_{1},t_{2},\ldots ,t_{n+1})\ =\ (1/(n+1),1/(n+1),\ldots ,1/(n+1))}.
- Datos: Q738422